# جی‌ان‌اس۳
جی‌ان‌اس۳ یک نرم‌افزار متن‌باز شبیه‌ساز شبکه‌های پیچیده‌است که تلاش می‌کند تا جایی که امکان دارد به شبکه‌های واقعی نزدیک باشد و به سخت‌افزار فیزیکی شبکه نیازی ندارد.
دارای محیط گرافیکی برای ساخت شبکه‌های پیچیده‌است.
جی‌ان‌اس۳ توسط بسیاری از شرکت‌های بزرگ از جمله اکسان‌موبیل، وال‌مارت، ای‌تی اند تی و ناسا استفاده می‌شود و همچنین برای تهیه امتحانات گواهینامه حرفه‌ای شبکه محبوب است. از سال ۲۰۱۵، این نرم‌افزار ۱۱ میلیون بار دانلود شده‌است.